# Calliopsis bernardinensis
Calliopsis bernardinensis là một loài Hymenoptera trong họ Andrenidae. Loài này được Michener mô tả khoa học năm 1937.